# Anjouin
Anjouin település Franciaországban, Indre megyében. Lakosainak száma 315 fő (2022. január 1.). Anjouin Genouilly, Graçay, Bagneux, Dun-le-Poëlier, Orville, La Chapelle-Montmartin, Maray és Saint-Loup községekkel határos.

## Népesség
A település népességének változása:
| Lakosok száma | 435  | 405  | 348  | 351  | 338  | 335  | 331  | 322  | 318  | 315  |
|               | 1968 | 1982 | 1990 | 2006 | 2013 | 2015 | 2017 | 2019 | 2020 | 2022 |